# Здравей, бабо!
„Здравей, бабо!“ е български телевизионен игрален филм (психологическа драма) от 1991 година на режисьора Мариана Евстатиева-Биолчева, по сценарий на Рада Москова. Оператор е Цветан Чобански. Музиката във филма е композирана от Георги Генков.

## Актьорски състав
| В главните роли    | Изпълнител      |
| ------------------ | --------------- |
| баба Чока („Чоко“) | Елена Стефанова |
| дядо Пенко Банов   | Асен Миланов    |
| майката Ката       | Елена Райнова   |
| зетят              | Стоян Стоев     |
| внучката Дина      | Мариана Жикич   |
|                    | Ина Попова      |
| Димчо              | Емил Марков     |
| архитектът         | Стефан Илиев    |
| баба Мита          | Люба Алексиева  |
| Асен               | Иван Урумов     |
| Васа               | Мимоза Базова   |
|                    | Георги Георгиев |
|                    | Методи Атанасов |
|                    | Артюн Минасян   |